# Kolej ogumiona

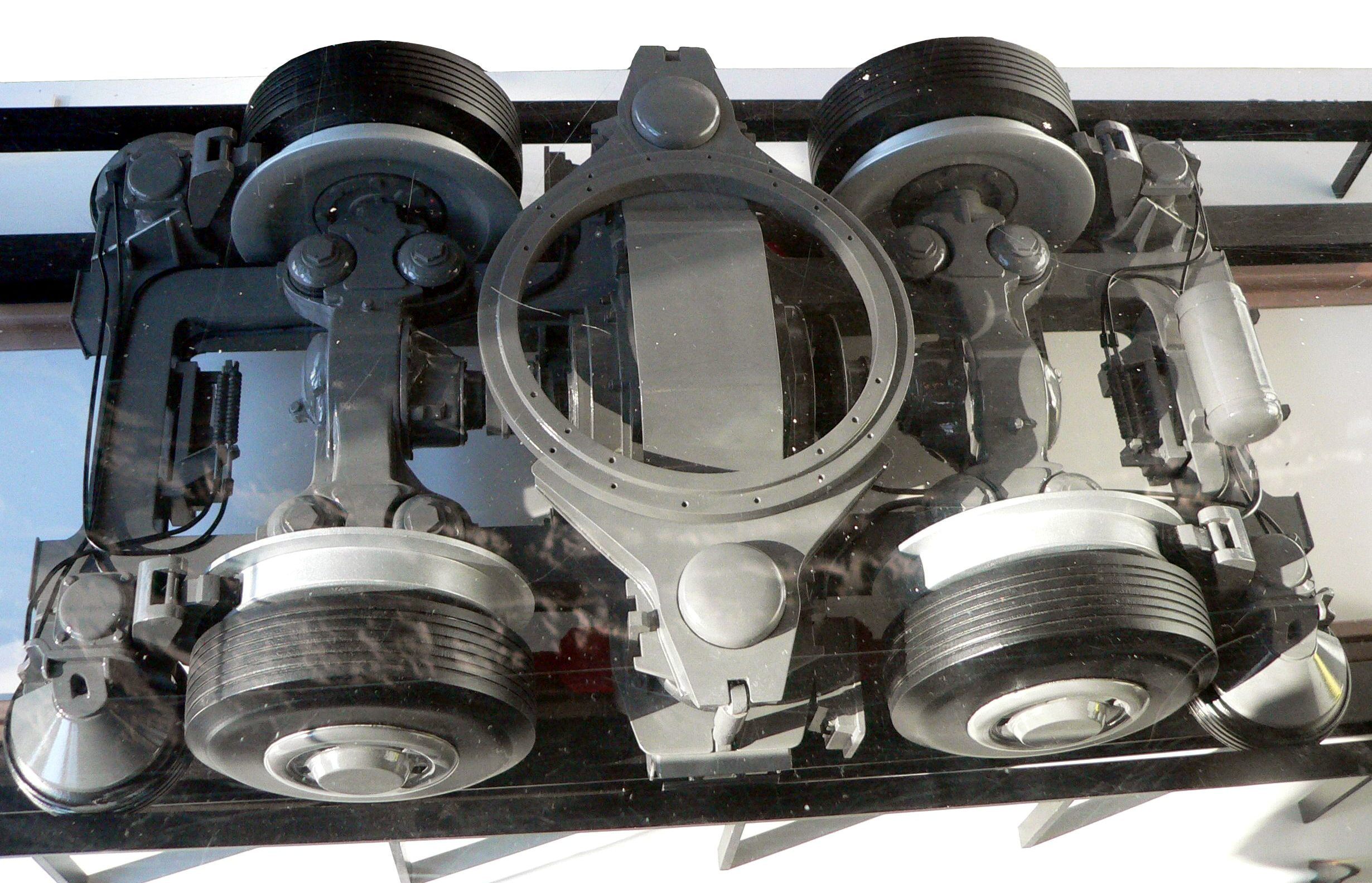
Kolej ogumiona z prowadnicami bocznymi; wózek wagonu linii 14 paryskiego metra

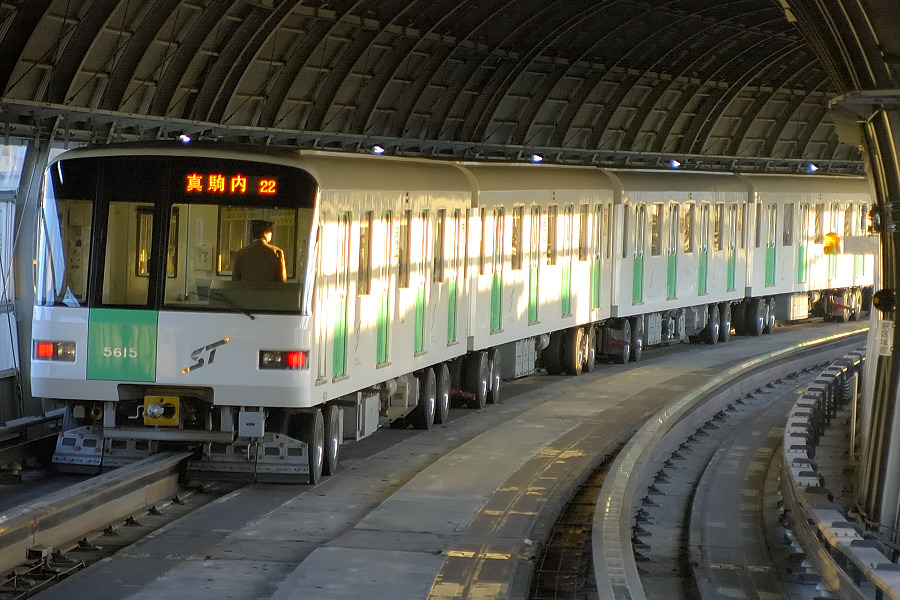
Kolej ogumiona z prowadnicą centralną; linia Namboku metra w Sapporo

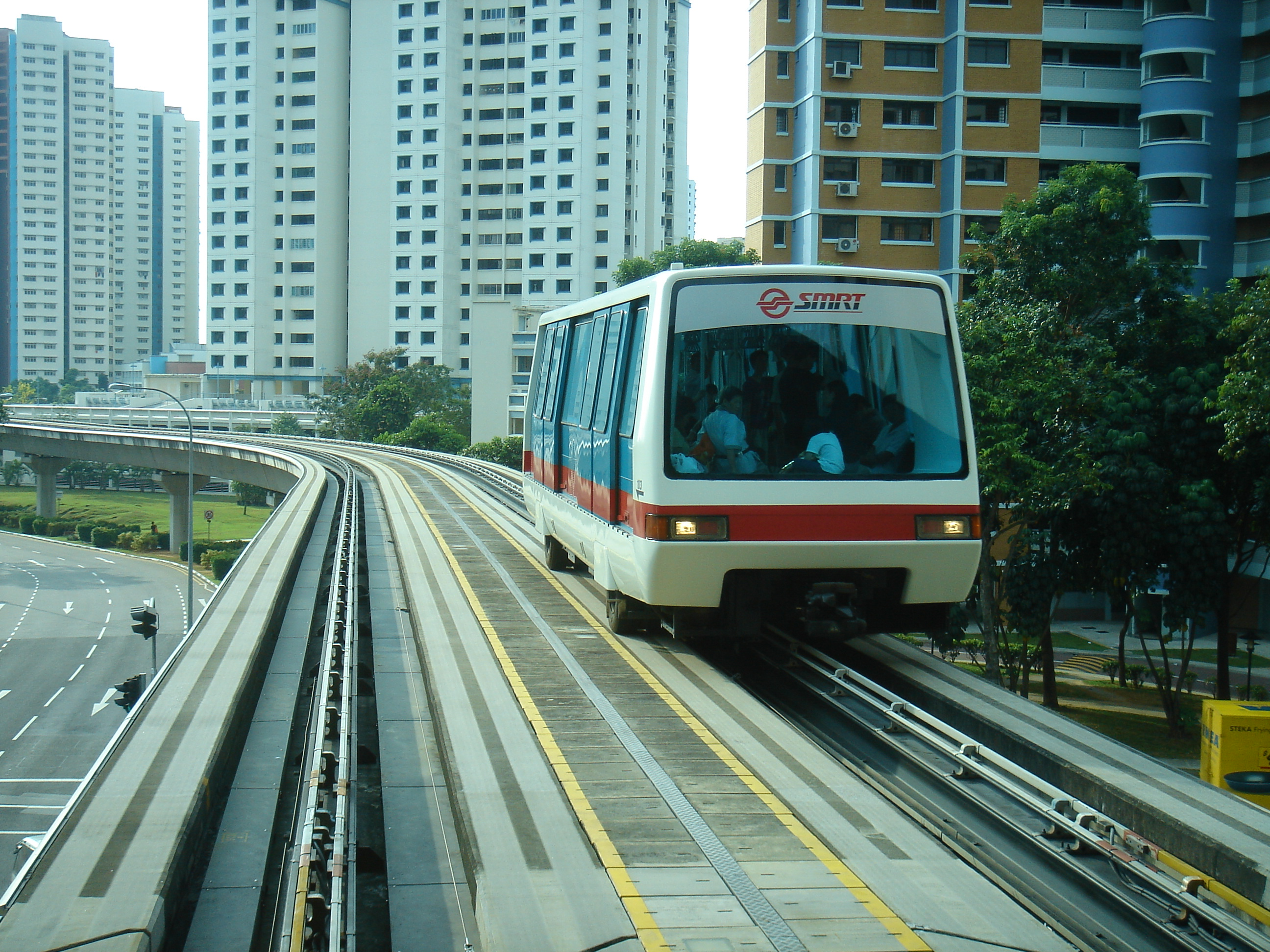
Ogumiona MAK z prowadnicami w żlebie centralnym; Singapur, Bukit Panjang LRT

Kolej ogumiona – kolej, której wagony toczą się na kołach wyposażonych w opony.
Istnieją dwa główne rodzaje takich kolei – z prowadnicami bocznymi i prowadnicą środkową. Koleją ogumioną może być kolej jednoszynowa. Kolej ogumiona znajduje przeważnie zastosowanie jako kolej miejska.
Technologia kolei ogumionej rozpowszechniła się w II połowie XX wieku.

## Przykłady linii kolei ogumionych
- „Ciężkie” metro:
  - Lyon – metro, linie A, B, D
  - Marsylia – metro, linie 1, 2
  - Miasto Meksyk – metro, linie 1, 2, 3, 4, 5, 6, 7, 8, 9, B
  - Montreal – metro, linie 1, 2, 4, 5
  - Paryż – metro, linie 1, 4, 6, 11, 14
  - Santiago (Chile) – metro, linie 1, 2, 5
  - Sapporo – metro, linie Namboku, Tōzai, Tōhō
- Małe koleje automatyczne:
  - „Chiba New Town” – linia Yamaman
  - Hiroszima – linia Astram
  - Jokohama – Kanazawa Seaside Line
  - Kobe – Portliner, Rokkoliner
  - Komaki (aglom. Nagoi) – Peachliner (zamknięta)
  - Lille – metro, linie 1, 2
  - Lozanna – metro, linia 2
  - Miami – Metromover, mały system rozgałęźny w śródmieściu
  - Osaka – New Tram
  - Paryż (aglom.) – linie Orlyval, CDGVAL
  - Rennes – metro
  - Saitama (aglom. Tokio) – New Shuttle
  - Singapur – LRT, linie Bukit Panjang, Punggol, Sengkang
  - Tajpej – metro, linia 4
  - Tokio – Yurikamome, Nippori-Toneri Liner
  - Tokorozawa (aglom. Tokio) – linia Seibu-Yamaguchi
  - Tuluza – metro, linie A, B
  - Turyn – metro
- Koleje jednoszynowe:
  - Osaka (aglom.) – Osaka Monorail
- Inne:
  - Sztokholm – Nybohovs Hissbana (funikular)
  - Laon – POMA 2000 (funikular zmodyfikowany)